# Sopwith Tabloid
Die Sopwith Tabloid und ihre Wasserflugzeugversion Sopwith Schneider waren Doppeldecker-Sportflugzeuge, die von der Sopwith Aviation Company 1913 gebaut wurden.
Beide prägten mit ihrer kompakten Bauweise und ihrem wendigen Flugverhalten über die Kriegsjahre hinweg die konstruktive Auslegung der nachfolgenden Sopwith Flugzeugtypen.

## Entwicklung
Die von Thomas Sopwith konstruierte Tabloid wurde am 29. November 1913, wenige Tage nach ihrem Erstflug, in Hendon der Öffentlichkeit vorgestellt. Die Steuerung erfolgte nicht über Querruder, sondern durch Tragflächenverwindung. Als Motor diente ein 80 PS (60 kW) leistender Umlaufmotor des Typs Gnôme Monosoupape. In der zweisitzigen Maschine gelang es dem Werkspiloten Harry Hawker mit einem neben ihm sitzenden Passagier in nur einer Minute eine Höhe von 1200 ft (647 m) zu erreichen; außerdem erzielte er die damals beachtliche Geschwindigkeit von 148 km/h. Den Namen Tabloid erhielt die Maschine in Anlehnung an einen damals populären Erste-Hilfe-Kasten, der sehr kompakt gehalten war. Die Leistungen der Maschine war bei ihrem Erscheinen überragend und übertrumpften die aller Konkurrenten, sodass sowohl das Royal Flying Corps (RFC) als auch der Royal Naval Air Service (RNAS) mehrere Flugzeuge bestellten.
Für den Wettbewerb um die Schneider-Trophy in Monaco baute Sopwith eine spezielle Wasserflugzeugvariante der Tabloid. Der Schneider Racer wurde mit einem 100 PS (74 kW) leistenden Gnôme-Monosoupape-Umlaufmotor ausgestattet und mit Schwimmern und einer Heckflosse versehen. Das Wasserflugzeug war ursprünglich mit einem einzigen breiten Mittelschwimmer ausgestattet, aber als es Anfang 1914 in Hamble den Erstflug absolvieren sollte, kenterte es nach dem Start des Motors, schleuderte seinen Piloten Howard Pixton in den Hamble River und sank. Das beschädigte Flugzeug wurde geborgen und zur Reparatur ins Werk zurückgebracht. Der Zeitdruck gestattete es nicht mehr, die Schwimmerkonstruktion aufwändig zu überarbeiten, daher wurde der große Einzelschwimmer der Länge nach in zwei getrennte Schwimmer geteilt. Derart modifiziert, startete der Racer am 8. April 1914 zum Erstflug auf der Themse bei Glover’s Island. Pixton war mit den Flugeigenschaften der Maschine sehr zufrieden und ließ sie nach Monaco verfrachten, wo er am Vorabend des Wettbewerbs noch kleinere Änderungen vornahm und eine neue Luftschraube einbaute. Am 20. April 1914 setzte sich Pixtons Racer gegen das zweitplatzierte FBA-Flugboot durch und gewann die Trophy mit einer Durchschnittsgeschwindigkeit von 139,66 km/h.
Der Schneider Racer wurde nach seiner Rückkehr zum Landflugzeug zurückgebaut und geriet in Vergessenheit. Erst als der Erste Weltkrieg den Einsatz von schnellen, einsitzigen Wasserflugzeugen erforderte, wurde das Tabloid-Wasserflugzeug ab November 1914 in Produktion genommen und als Sopwith Schneider an den Royal Naval Air Service (RNAS) geliefert. Die Serienmaschinen glichen weitgehend dem Racer. Die Quersteuerung erfolgte zunächst durch Flügelverwindung, spätere Serienmaschinen erhielten jedoch Querruder. Das Leitwerk hatte eine etwas größere Fläche, und es wurde eine auffällig vergrößerte Heckflosse eingebaut, die mit ihrer buckligen Vorderkante zum Erkennungsmerkmal der Sopwith Schneider wurde. Die Schwimmerkonstruktion wurde durch eine zusätzliche Diagonalstrebe verstärkt und der Einbau eines Lewis-MG vorgesehen. Als Antrieb diente der 100 PS (74 kW) Clerget-Motor. Ein Flugzeug erhielt versuchsweise die stromlinienförmigen Schwimmer des Typs Linton-Hope, das den von Major Linton-Hope entworfenen Flugbootrümpfen entsprach. Obwohl dadurch die Höchstgeschwindigkeit um 8 km/h erhöht wurde, setzte sich diese Modifikation nicht durch.

## Einsatz

### Einsatz durch das RFC
Vermutlich erreichten die meisten der etwa 36–40 Tabloids des RFC nach Beginn des Ersten Weltkriegs die Front in Frankreich, wo sie als schnelle und wendige Aufklärungsflugzeuge eingesetzt wurden. Der später als erfolgreicher Kampfflieger hoch dekorierte James McCudden schrieb: „Sie nützten uns als Jagdmaschinen nicht sehr viel, weil sie in keiner Weise mit Feuerwaffen ausgerüstet waren. Sie konnten aber - und taten dies auch - für die Aufklärung Außerordentliches leisten.“. Einige Tabloids wurden von der Truppe mit einem fest montierten Lewis-MG versehen, das über die obere Tragfläche hinweg oder am Rumpf angebracht, seitlich am Propellerkreis vorbeischoss. Mindestens eine Tabloid des RFC erhielt jedoch einen mit Ablenkblechen versehenen Propeller, der es ermöglichte, mit dem nach vorn ausgerichteten MG durch den Propellerkreis zu feuern.
Nach dem April 1915 wurden die Sopwith Tabloids des RFC von der Front abgezogen.

### Einsatz durch den RNAS
Zentrale Aufgabe der britischen Navy war die Bekämpfung deutscher Seestreitkräfte und Luftschiffe.
- Am 8. Oktober 1914 um 13.20h starteten daher die Marine-Offiziere Spenser D. A. Grey und R. L. G. Marix von der Eastchurch Squadron des RNAS mit den beiden Tabloids No. 167 und No. 168 von Antwerpen aus zum Angriff mit je zwei 20-lb-Bomben gegen die deutschen Luftschiffhallen in Köln und Düsseldorf. Während Grey die Hallen in Köln verfehlte und stattdessen den Kölner Hauptbahnhof bombardierte, durchschlugen die beiden von Marix aus 200 m Höhe abgeworfenen Bomben das Dach der Luftschiffhalle in Düsseldorf und zerstörten den neuen, in einer gewaltigen Stichflamme aufbrennenden Zeppelin LZ 25 (Z IX). Marix musste mit beschädigter Maschine vor Antwerpen zwar notlanden, konnte sich aber zu den eigenen Linien durchschlagen. Stolz erinnerte Thomas Sopwith in einem Brief vom 28. Dezember 1914 die britische Admiralität: „Meine Herren. In Bezug auf den kürzlichen Angriff auf die deutschen Luftschuppen in Köln und Düsseldorf, ausgeführt von Sqn. Cdr. Spenser D. A. Grey und Fl. Lieut. R. L. G. Marix, wird es Sie vielleicht interessieren zu erfahren, dass es sich bei den verwendeten Maschinen um Ihre Sopwith Tabloid-Flugzeuge handelte.“[9]

Im November 1914 orderte der RNAS 136 Sopwith-Tabloid-Wasserflugzeuge und bewaffnete einige davon behelfsmäßig mit MGs. Anfang 1915 wurden die ersten Sopwith Schneider an die Wasserflugzeugstationen der englischen Küste und als Bordflugzeuge an verschiedene Schiffe ausgeliefert und mit 29 kg Bomben bestückt zu Patrouillenflügen gegen feindliche U-Boote, bzw. mit Lewis-MG und Brandmunition bewaffnet über der Nordsee gegen Luftschiffe eingesetzt.
- Am 11. Mai 1915 unternahm das Wasserflugzeug-Mutterschiff Ben-my-Chree erstmals eine Angriffsfahrt mit Ziel Norddeich. Als ein Zeppelin gesichtet wurde, versuchte man eilig ein auf Behelfsräder gesetztes Schneider-Wasserflugzeug von Bord zu starten, musste aber aufgrund Motorversagens den Startversuch abbrechen.
- An Bord von leichten Kreuzern nahmen die Sopwith Schneider wann immer es möglich war an Patrouillenfahrten teil. Im Juni 1915 ließ die HMS Arethusa ihre Sopwith Schneider gegen ein Luftschiff starten, aber der Pilot kehrte zum Kreuzer zurück, weil er irrtümlich geglaubt hatte, er würde zurückgerufen.
- Am 4. Juli 1915 sichtete der Flugzeugträgers HMS Engadine vier deutsche Luftschiffe und ließ seine drei fabrikneuen Sopwith Schneider zu Wasser. In der bewegten See brachen jedoch die Schwimmer aller Flugzeuge; zwei gingen verloren und nur eines konnte geborgen werden.
- Wegen solcher Vorkommnisse sank das Vertrauen der Marineoffiziere in den Einsatz von Wasserflugzeugen, auch wenn deren Wert für die Feuerleitung der Schiffsgeschütze hoch eingeschätzt wurde. Da das Herablassen der Wasserflugzeuge per Kran vom Trägerschiff in die bewegte See wegen der zerbrechlichen Holzschwimmer ein großes Gefahrenmoment darstellte, schlug der Befehlshaber der Grand Fleet Admiral John Jellicoe Ende Juli 1915 vor, Wasserflugzeuge unmittelbar vom 37 Meter langen Flugdeck des Flugzeugträgers HMS Campania starten zu lassen. Dazu wurde die Hauptschwimmer des Wasserflugzeugs auf ein zweirädriges Gestell gesetzt, das nach dem Start ins Meer fiel. Am 6. August 1915 erprobte Flight-Lieutenant W. L. Welsh erfolgreich das neue Startverfahren mit einer Startstrecke von 34 Metern, wobei das Schiff mit 17 Knoten (31 km/h) gegen den Wind dampfte.
- Angesichts der im Jahr 1915 zunehmenden Luftschiffangriffe auf England ließ die Royal Navy Raddampfer mit geringem Tiefgang mit je vier Wasserflugzeugen ausrüsten und 80 Kilometer ostwärts der englischen Küste Patrouillenfahrten durchzuführen. Ende März 1916 wurden dazu die beiden Raddampfer HMS Killingholme aus dem gleichnamigen Küstenort und HMS Brocklesby aus Yarmouth mit jeweils zwei oder drei Sopwith Schneider an Bord eingesetzt.
- Im April und im Mai 1916 stach das U-Boot E.22 in Überwasserfahrt mit Sopwith Schneiders an Deck in See und setzte die Wasserflugzeuge erfolgreich auf offenem Meer ab, welche danach nach Felixstowe zurück flogen. Zu dieser Zeit erprobte die deutsche Marine ebenfalls ein solches Verfahren mit einem zweisitzigen Friedrichshafen-Wasserflugzeug.

Die Sopwith Schneider dienten auch im östlichen Mittelmeer und im Roten Meer, wo sie von den Trägerschiffen HMS Ben-my-Chree, HMS Empress, HMS Anne und HMS Raven II gegen die osmanischen Truppen eingesetzt wurden.
- Am 8. April 1915 fuhr der Flugzeugträger Ark Royal nach Mudros, um dort zwei Sopwith Tabloid gegen zwei Sopwith Schneider auszutauschen. Eine davon wurde im gleichen Monat als Ersatz für ein Sopwith Wasserflugzeug Typ 807 an den Leichten Kreuzer Doris übergeben, welches während der Schlacht von Gallipoli mehrere Aufklärungsflüge über Smyrna durchführte.
- Am 21. November 1916 schoss Unterleutnant A. F. Brandon mit seiner Sopwith-Schneider ein feindliches Flugzeug bei dessen Angriff gegen den Luftschiffschuppen von Mudros ab.

Mit Erscheinen der Sopwith Baby (RANS Bezeichnung Admiralty Type 8200) mit 110-PS-Clerget-Motor wurde die Sopwith Tabloid aus dem Marineeinsatz abgezogen, einige Sopwith Schneider blieben jedoch noch bis 1918 im Einsatz.

## Varianten
- Prototyp(en)
- Schneider Racer (Rekordflugzeug)
- Erste Kleinserie von sechs Flugzeugen (4*RFC/2*RNAS)
- Kriegs-Serienversion der Sopwith Tabloid
- Kriegs-Serienversion der Sopwith Schneider, inoffiziell auch als Tabloid-Baby bezeichnet
- In Russland wurden unter den Bezeichnungen Lebed VII, Lebed VIII oder auch Russkij Tabloid ohne Lizenz geringfügig modifizierte Kopien der Sopwith Tabloid in geringer Stückzahl nachgebaut und von der russischen Fliegertruppe als Schulflugzeug eingesetzt.[10][11]

## Bilder

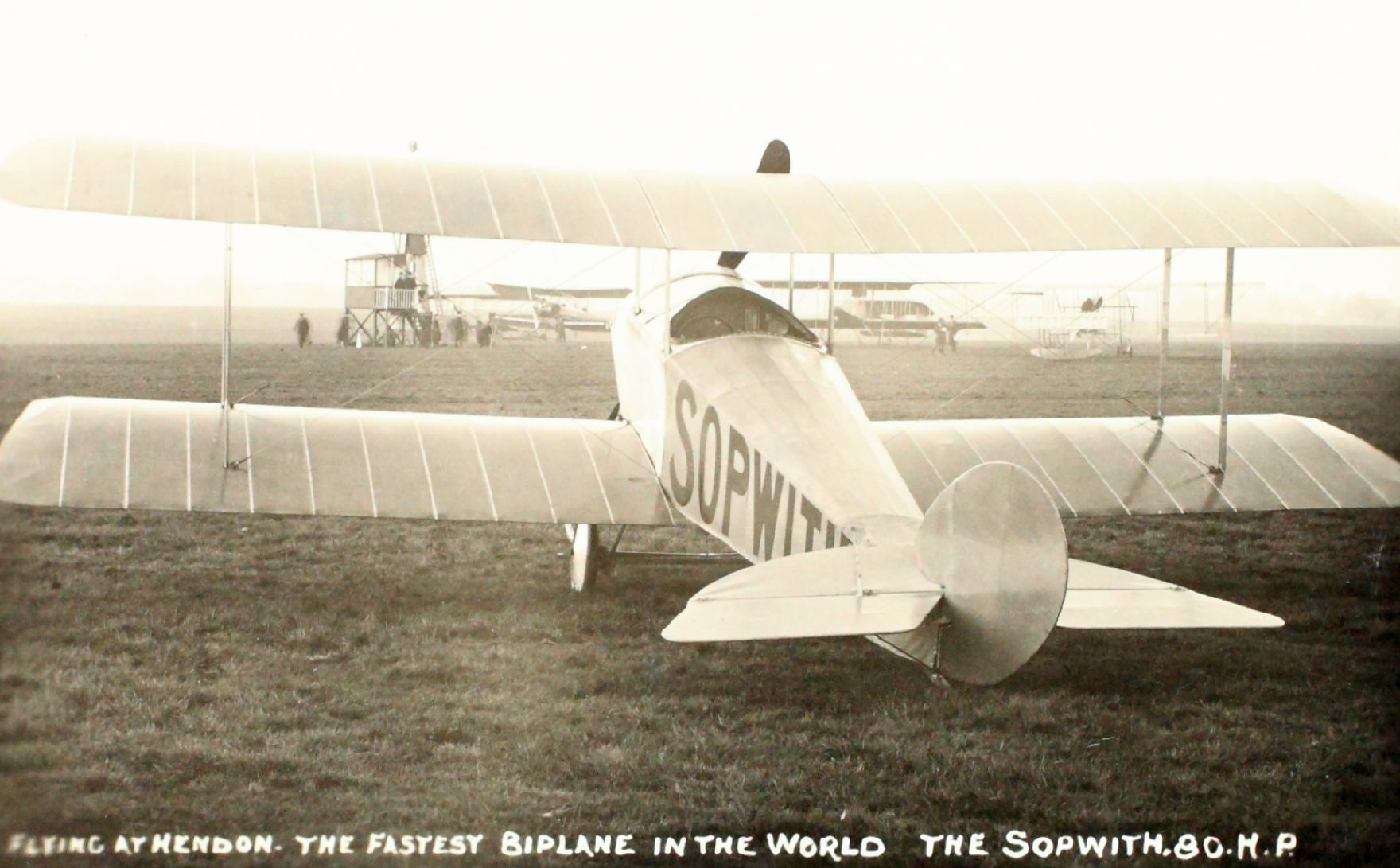
Heckansicht der am 29. November 1913 in Hendon vorgestellten Maschine – noch ohne Sichtausschnitt in der oberen Tragfläche und dem Seitenruder ohne Heckflosse
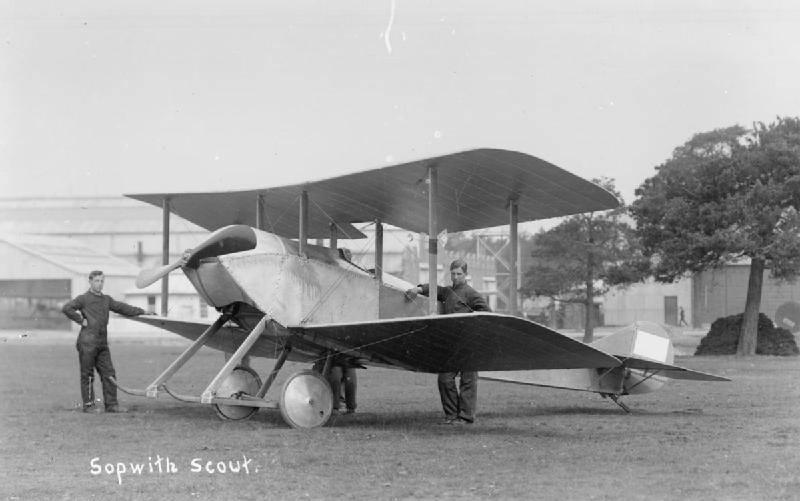
Vorkriegsaufnahme einer Sopwith Tabloid mit Kufen-Fahrgestell, Sichtaussparung über dem Cockpit und modifiziertem Leitwerk mit Heckflosse
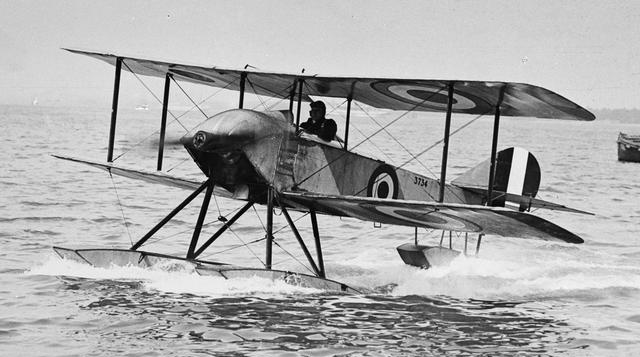
Marineversion der Sopwith Schneider
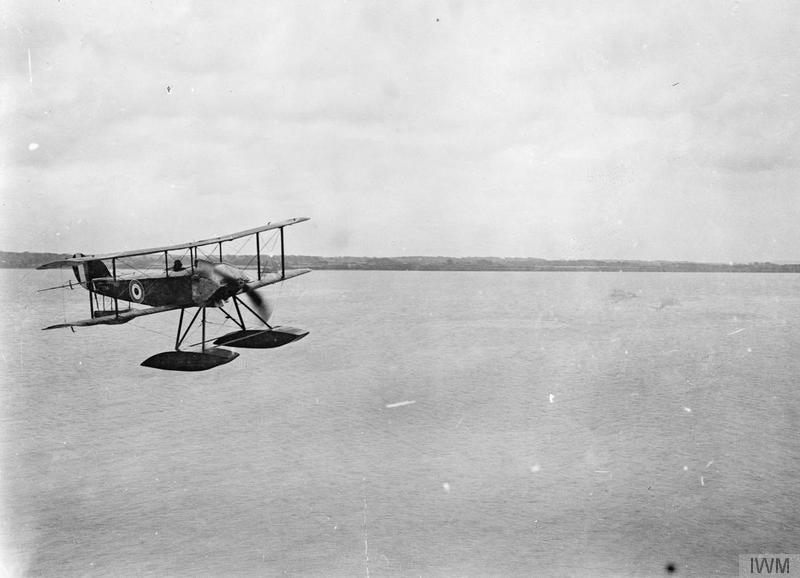
Sopwith Schneider des RNAS im Flug
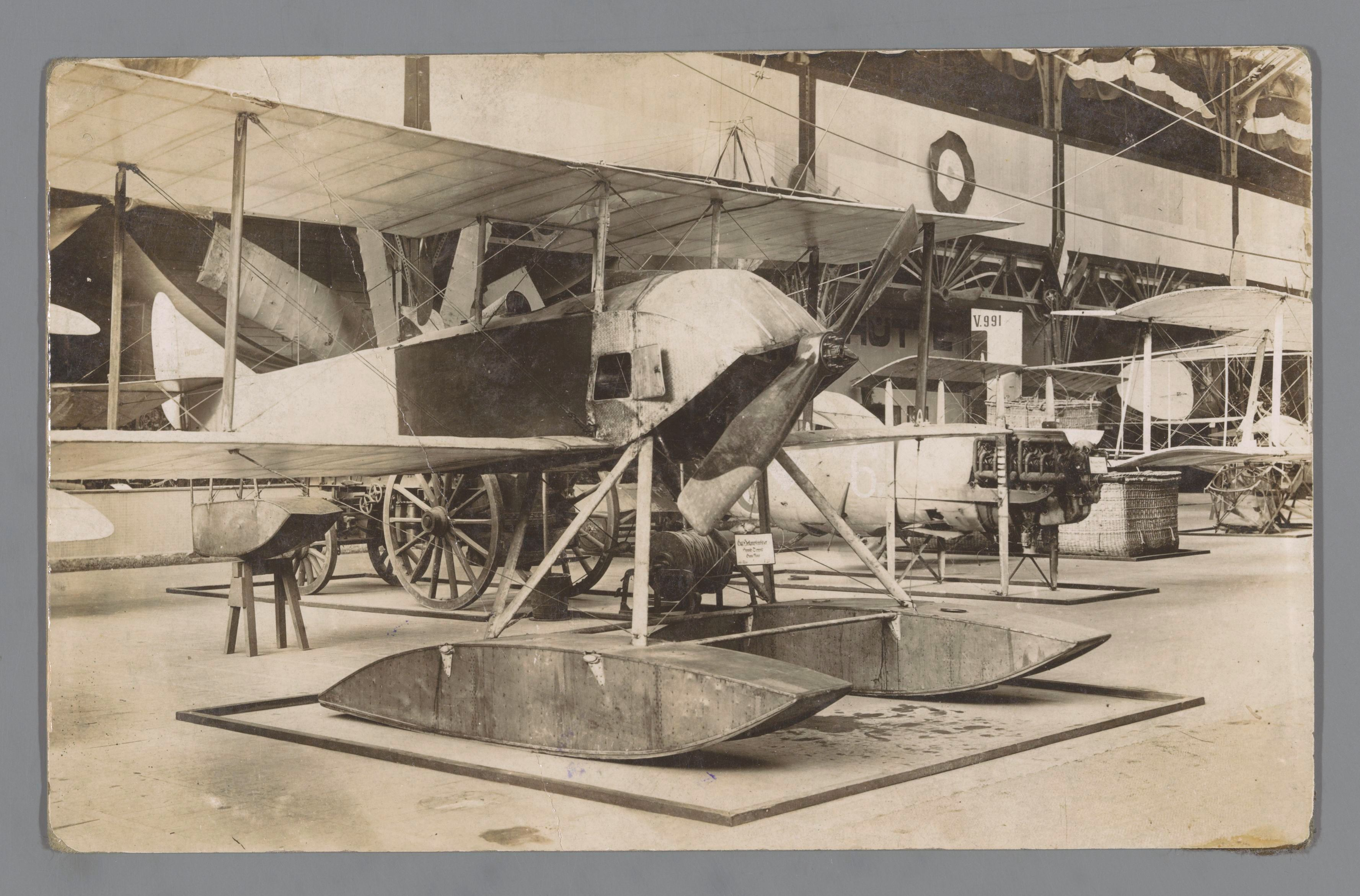
Ausstellung einer erbeuteten Sopwith Schneider in Berlin 1917
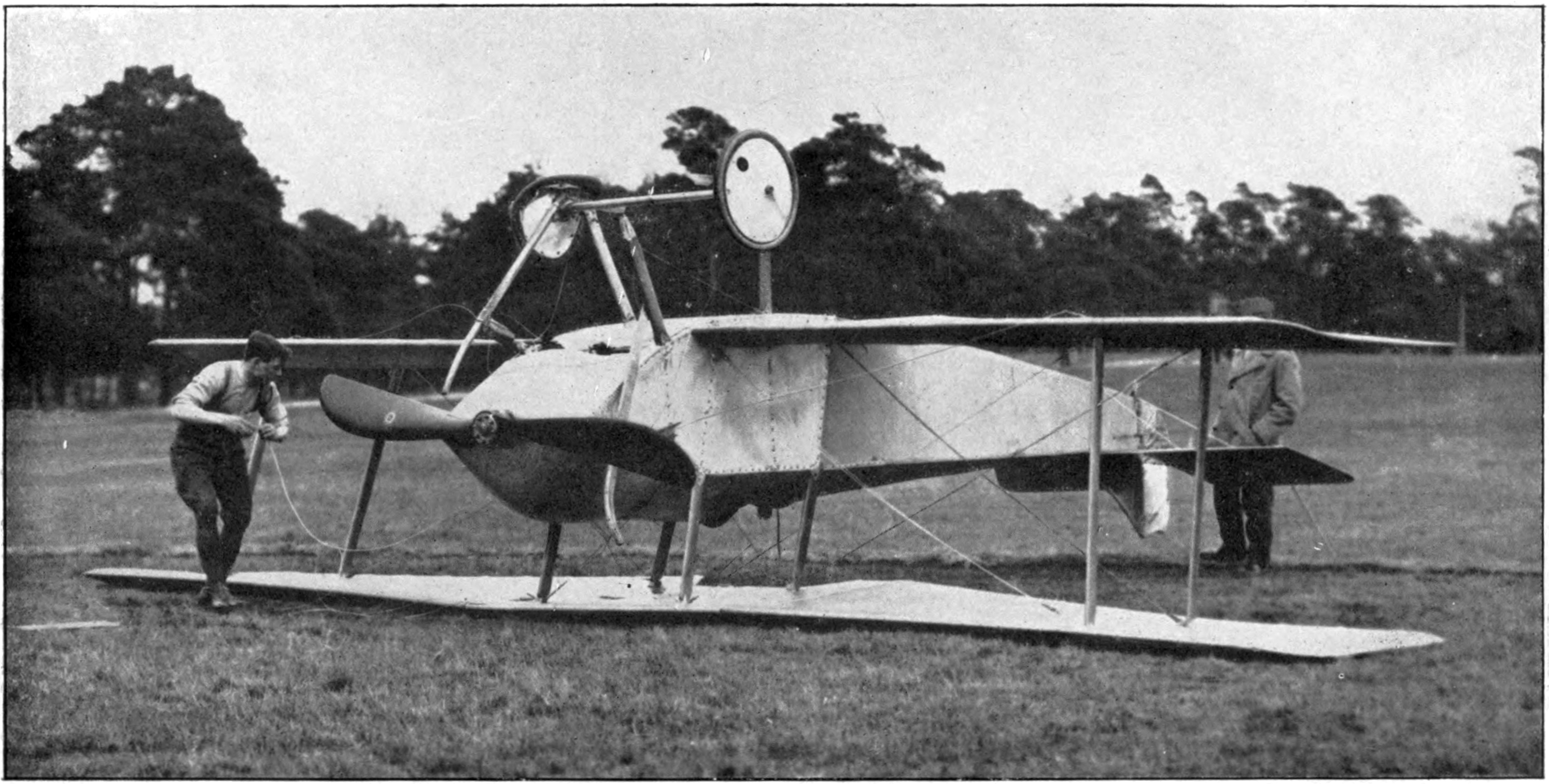
Bruchlandung mit Überschlag. Die beiden Lüftungsschlitze unter dem Motor sind deutlich zu erkennen.
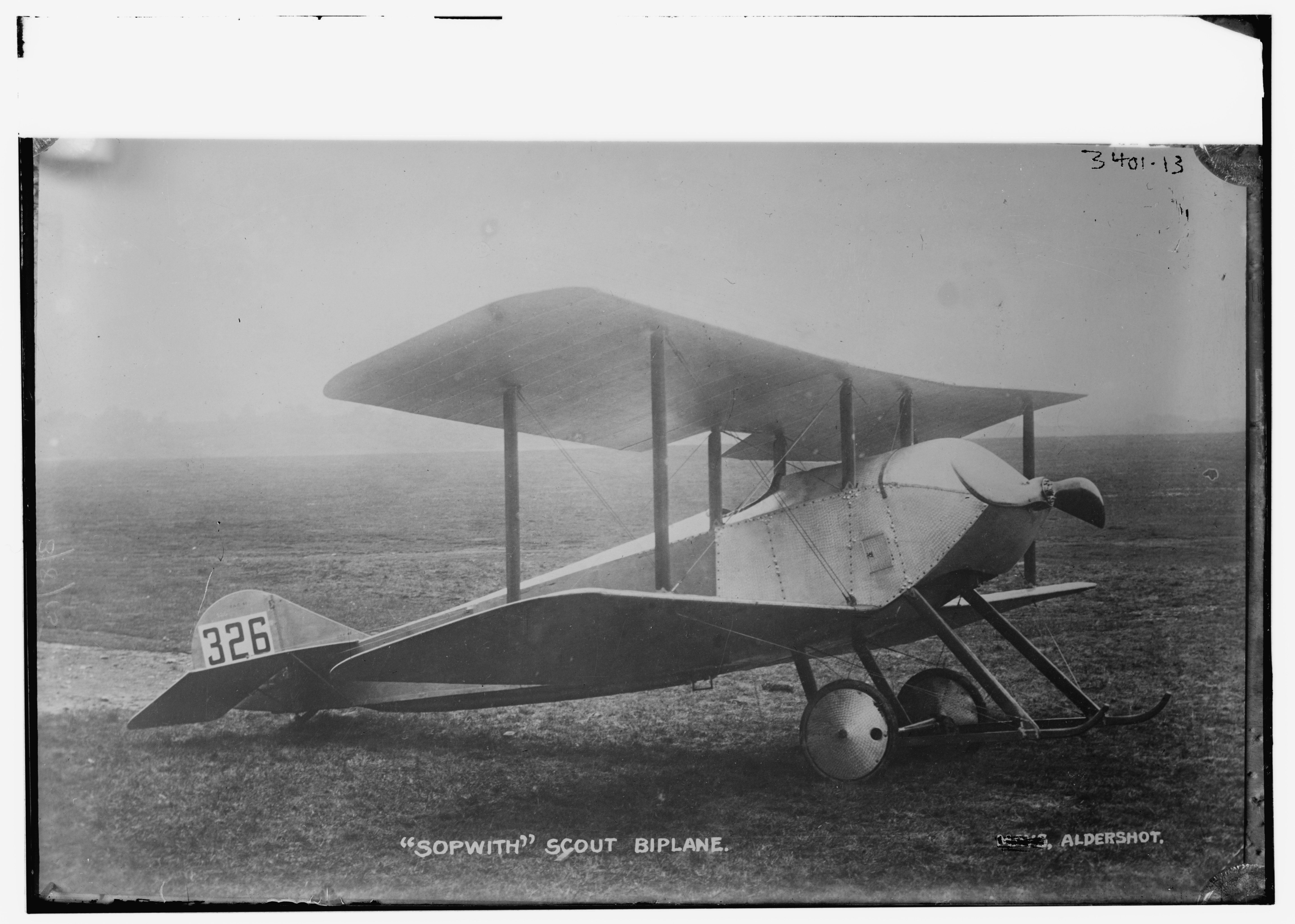
Tabloid als Sportflugzeug
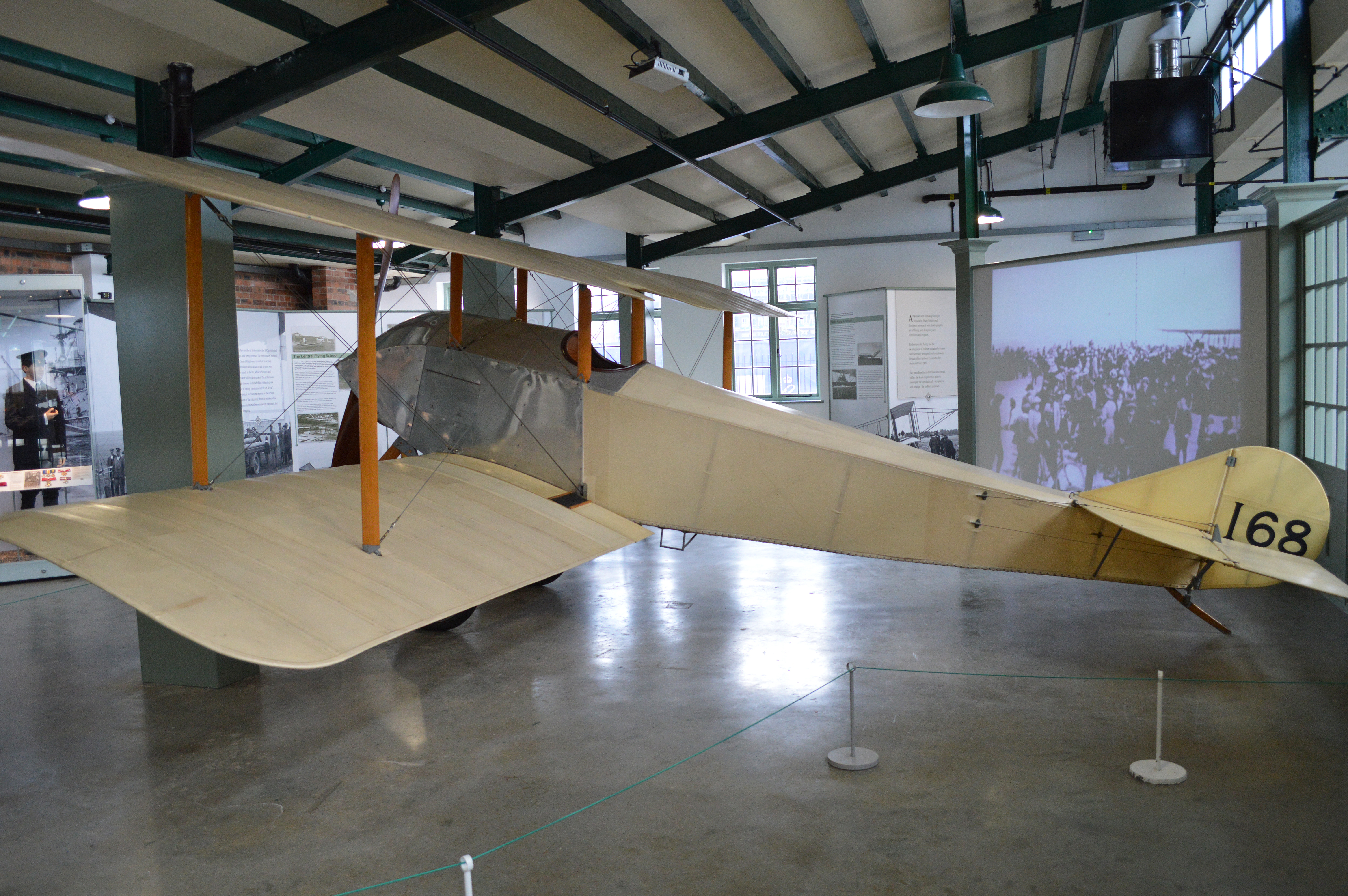
Nachbau der Tabloid im Royal Air Force Museum
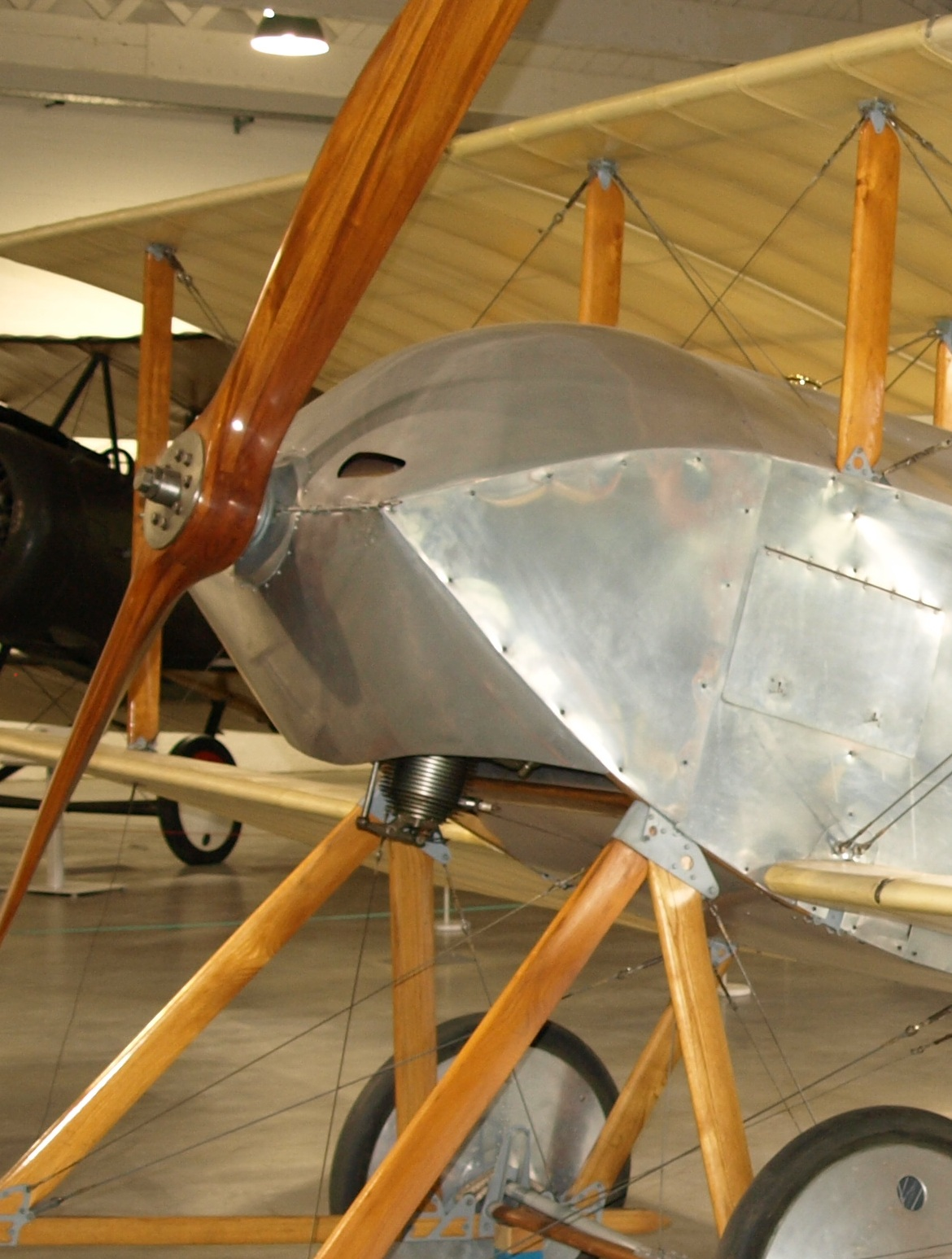
Nachbau im Royal Air Force Museum, Detailaufnahme
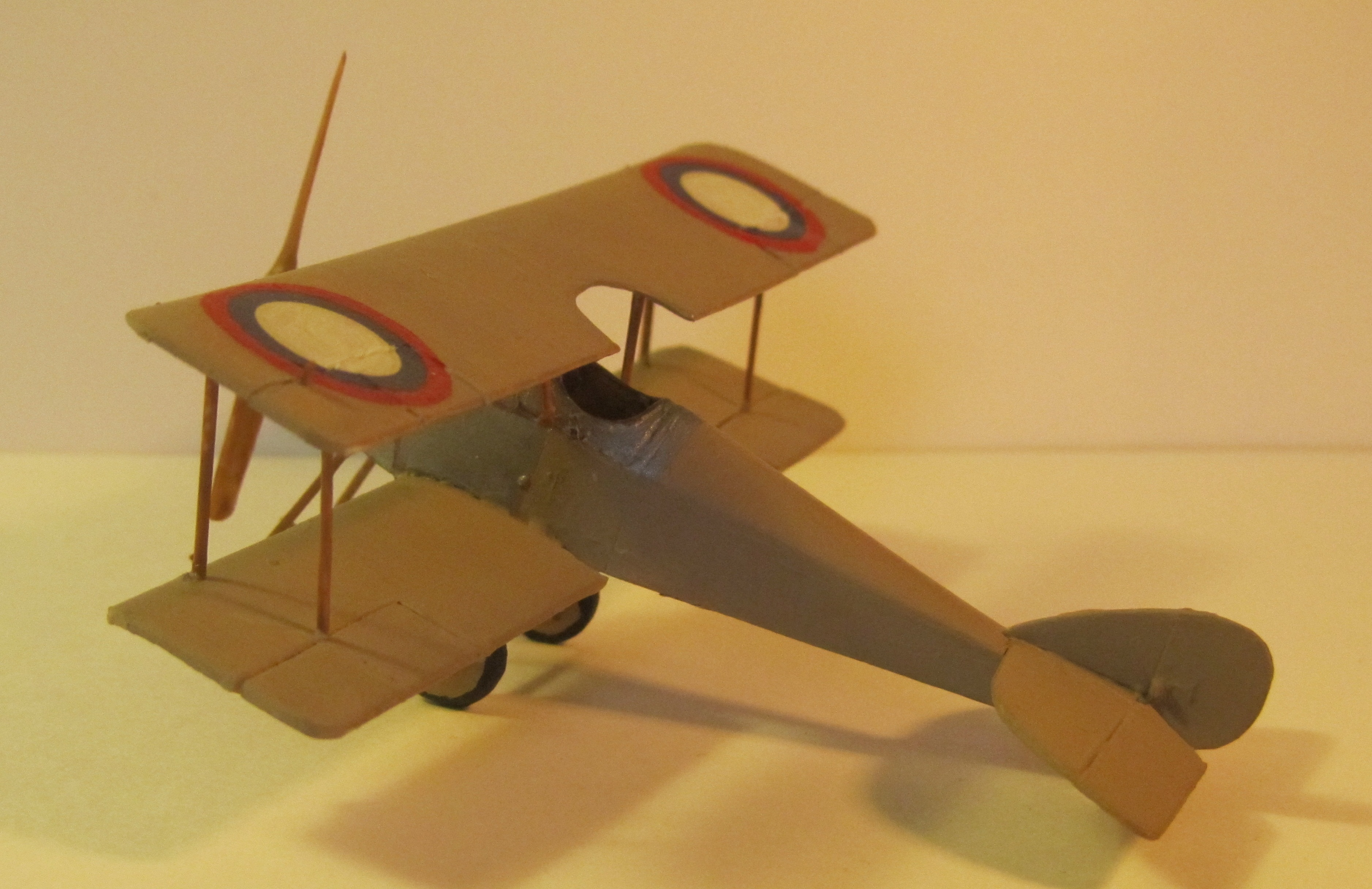
Modell der russischen Lebed VII/VIII

## Technische Daten
| Kenngröße             | Sopwith Tabloid                                             | Sopwith Schneider                                  | Lebed VII/VIII                                              |
| --------------------- | ----------------------------------------------------------- | -------------------------------------------------- | ----------------------------------------------------------- |
| Länge                 | 6,20 m                                                      | 6,95 m                                             | 6,95 m                                                      |
| Spannweite            | 7,83 m                                                      | 7,82 m                                             | 7,49 m                                                      |
| Höhe                  | 2,57 m                                                      |                                                    |                                                             |
| Flügelfläche          | 22,39 m²                                                    |                                                    |                                                             |
| Leermasse             | 309 kg                                                      | 556 kg                                             | 545 kg                                                      |
| Startmasse            | 481 kg                                                      | 778 kg                                             | 717 kg                                                      |
| Antrieb               | 1 × 9-Zylinder-Umlaufmotor Gnôme Monosoupape, 80 PS (59 kW) | 1 × 9-Zylinder-Umlaufmotor Clerget, 100 PS (74 kW) | 1 × 9-Zylinder-Umlaufmotor Gnôme Monosoupape, 80 PS (59 kW) |
| Höchstgeschwindigkeit | 148 km/h                                                    |                                                    |                                                             |
| Dienstgipfelhöhe      | 2000 m                                                      |                                                    |                                                             |
| Reichweite            | 510 km                                                      | 280 km                                             |                                                             |
| Flugdauer             | 3 h                                                         |                                                    |                                                             |
| Bewaffnung            | 1 Lewis-MG (optional)                                       | 1 × Lewis-MG, 2 × 20-lb-(9-kg-)Bomben (optional)   |                                                             |
| Besatzung             | 1–2                                                         | 1                                                  | 1                                                           |
| Erstflug              | November 1913                                               | Frühjahr 1914                                      | 1914                                                        |
| Einsatz               | 1914–15                                                     | 1914–15                                            | ab 1914                                                     |
| Stückzahl             | 30–36                                                       | 133                                                |                                                             |